# Daniela Mattos

## Daniela Mattos
Daniela Mattos (1977, Rio de Janeiro) é uma artista, educadora e curadora independente, cuja obras possuem enfoque nas práticas performáticas, fotográficas, de vídeo-arte e da escrita. A artista desenvolve sua produção em artes visuais desde o início dos anos 2000; participando de diversas exposições, mostras de vídeo e publicações, dentro e fora do Brasil.

## Educação e Carreira
Daniela Mattos graduou-se em Artes Plásticas (Pintura) pela Universidade Federal do Rio de Janeiro, UFRJ, instituição esta que também realizou o Mestrado em Artes Visuais. A artista também é Doutora em Psicologia pela Pontifícia Universidade Católica de São Paulo, PUC e Pós-doutora na Escola de Belas Artes da UFRJ.
Como educadora, atua em escolas de arte, museus, universidades e cursos livres. Tornou-se, em 2020, docente no curso de Licenciatura em Artes Visuais na UNINASSAU. Entre 2018 e 2019, foi professora na EBA - UFRJ e no CAP-UERJ, atuando também, desde 2017, como curadora colaborado no centro de residência Despina; sendo professora no Instituto Europeo di Design, IED-Rio (2016); no CAP-UERJ (2014/2015); na Escola de Artes Visuais do Parque Lage (entre 2006 e 2011), na rede SESC do Rio de Janeiro e São Paulo (2008-2009), no Instituto de Artes da UERJ (2005).
Para além, Daniela Mattos foi responsável pela Consultoria em Arte-Educação junto ao Programa Educativo do CCBB-RJ (2009-2010) e elaborou atividades temporárias e performances em contextos educacionais no ateliê de crianças e adolescentes da École d'art d'Avignon (França, 2005).

## Exposições

### Exposições individuais
- 2015 - Um teto todo meu - MAC, Niterói.[6]
- 2009-2010 - Diálogos 10a / 10b (Série Diálogos) - SESC Arte 24hs, Armazén 4 - Pier Mauá, Rio de Janeiro e Suco de Cajú, Galeria Meninos de Luz, Rio de Janeiro.
- 2009 - 7ª Bienal do Mercosul; Rádio visual, Porto Alegre.
- 2009 - Performance Presente Futuro - Oi Futuro, Rio de Janeiro.
- 2007 - Video links Brazil: an anthology of Brazilian video art - Tate Modern, Londres.
- 2006 - Conversations - Galeria Skuc, Ljubliana.[7]
- 2006 - Make Over - SKUC Gallery, Eslovênia.[8]
- 2006 - Acconci(ente) - Mostras Perform_Ipa. Museu Histórico de Santa Catarina, Florianópolis.
- 2003 - Diálogos 1a - Performance. Parque das Ruínas, Rio de Janeiro.
- 2002 - Procura(r)-se - Performance. Rés do Chão, Rio de Janeiro.
- 2001 - Anti-Postal - Filipeta distribuída em centros culturais e livrarias. Apresentado no Rio de Janeiro e em Copenhagen, Dinamarca.
- 2001 - À VENDA - Rio Trajetórias, FUNARTE, Rio de Janeiro.

### Exposições coletivas
- 2024 - ...SE... - Exposição Uma Casa Toda Sua, Casa Museu Eva Klabin, Rio de Janeiro.[9]
- 2016 - Para Dançar os Fantasmas da Carne que Não Aguenta Mais, Possível Partitura - Exposição Das Virgens em Cardumes e da Cor das Auras, Museu Bispo do Rosário Arte Contemporânea.[10]
- 2016 - Nós - Caixa Cultural, Rio de Janeiro e Brasília[11]
- 2015 - Feito à mão - Exposição Da Escrita, Delas, Elas, Museu da República, Rio de Janeiro.[12]
- 2014 - Play - Museu Bispo do Rosário Arte Contemporânea, Rio de Janeiro.[13]
- 2011 - A Performance da Curadoria - Paço das Artes, São Paulo.[14]
- 2009 - Performati(vídeo)dade - EAV Parque Lage, Rio de Janeiro.[15]
- 2006-2007 - Jardim das Delícias: Performance em questão, Museu da República, Rio de Janeiro.[16]
- 2003 - agentedupla://vídeos_brasileiros - Museo de Arte y Diseño Contemporâneo, San José, Costa Rica.[17]

## Prática Artística
Em suas obras, a artista lida com temas relacionados principalmente às poéticas e os discursos femininos e o cenário sociopolítico brasileiro.
Em 2024, durante a exposição coletiva “Uma Casa Toda Sua”, ocorrida na Casa Museu Eva Klabin, no Rio de Janeiro, com curadoria de Isabel Portella, Daniela apresentou o projeto “...SE…" que idealiza as variáveis do exercício do desejo, sendo ele o de criar e construir algo para si, refletindo-o também na dúvida ao que a própria palavra consta com essa interrogação no meio: desejo.
Através do batom, a artista faz uso do vermelho, cor esta que apenas ressalta os significados da obra. Além disso, Daniela também performou músicas contemporâneas à casa — selecionadas a partir da poeticidade do amor e do desejo em suas letras e composições —, na década de 60, na mostra.

## Prêmios e reconhecimentos
- 2015 - Grupo de artistas vencedores da 2ª edição do Prêmio Funarte Mulheres nas Artes Visuais com o projeto Da Escrita, Delas, Elas, Museu da República/RJ.[18]
- 2011 - Curadora selecionada para a Temporada de Projetos 2011 com o projeto A Performance da Curadoria, Paço das Artes/SP.[19]
- 2010 - Artista indicada ao PIPA 2010[20]
- 2007 - Artista selecionada para residência artística - Mamam no Pátio, Museu de Arte Moderna Aloísio de Magalhães - Recife (PE).[21]
- 2007 - Artista selecionada para residência artística - Projeto Rede/FUNARTE, Fundação Nacional de Arte (FUNARTE).
- 2005 - Artista selecionada para residência artística - Projeto Interface, Programa de Pós-graduação em Artes Visuais da EBA-UFRJ/Reseau d'Écoles d'Art du Sud.[22]